# Galileotoppen
Galileotoppen is met een hoogte van 1637 meter de op vier na hoogste berg van de Noorse eilandengroep Spitsbergen. De berg ligt ongeveer 4,5 kilometer ten noordwesten van Newtontoppen, de hoogste berg op Spitsbergen.
De berg is vernoemd naar de Italiaanse natuurkundige en sterrenkundige Galileo Galilei. De naam werd in 1962 voorgesteld door de geologen Brian Harland en David John Masson-Smith.